# 笠名高
笠 名高（かさ の なたか）は、平安時代前期の貴族。官位は従五位下・陰陽助。

## 経歴
文徳朝から清和朝にかけて陰陽助を務め、斉衡3年（856年）外従五位下に叙せられ、天安元年（857年）権陰陽博士を兼ねる。
天安2年（858年）9月に大納言・安倍安仁らと共に文徳天皇の山陵の地を山城国葛野郡田邑郷（現在の京都市右京区）に定め、10月に入ると山陵の地（真原山陵）に派遣されて地鎮を行っている。
貞観2年（860年）この年は19年に一度の朔旦冬至（11月1日が冬至）となるはずの年であったが、暦の上では11月2日が冬至となる事象が発生。閏10月末に諸家での議論の結果、暦をずらして朔旦冬至とすべきとの結論が出た。この結論を受けて暦博士・大春日真野麻呂と名高らに対して、暦をずらすことによる影響（二十四節気の錯誤など）の有無について下問がなされた。これに対して真野麻呂らは暦術を調査し、吉凶を踏まえて暦をずらすようなことは行わないのが通例であり、本来であれば今年は朔旦冬至とすべきでないこと、一方で群臣の議論により朔旦冬至としても暦への影響はないことを上奏し、朔旦冬至とすることが決まった。
貞観4年（862年）内位の従五位下に叙せられ、貞観8年（866年）備前権介、貞観10年（868年）備中介と地方官も兼帯した。貞観13年（871年）4月13日卒去。最終官位は従五位下行陰陽助兼陰陽博士。

## 官歴
『六国史』による。
- 時期不詳：正六位上。陰陽助
- 斉衡3年（856年） 正月7日：外従五位下
- 天安元年（857年） 12月9日：兼権陰陽博士
- 貞観4年（862年） 正月7日：従五位下
- 貞観8年（866年） 正月13日：兼備前権介
- 貞観10年（868年） 正月16日：兼備中介
- 貞観13年（871年） 4月13日：卒去（従五位下行陰陽助兼陰陽博士）